# Marsa Matruh
Marsa Matruh is een stad in Egypte en is de hoofdplaats van het gouvernement Matruh.
Bij de volkstelling van 2006 telde Marsa Matruh 120.888 inwoners. Marsa Matruh is een bekend vakantieoord voor de inwoners van Caïro, die in de zomer willen ontsnappen aan de hitte . Ook reizigers die over land naar Libië willen, komen door Marsa heen; er is een Libisch consulaat dat visa kan verstrekken. De stad is onder meer bereikbaar via de luchthaven van Marsa Matruh.

## Geschiedenis
In antieke tijden stond de stad bekend onder de Griekse naam Paraitonion (Παραιτόνιον) en de Latijnse naam Paraetonium. Gedurende de Tweede Wereldoorlog had het Britse leger er een bekende fortificatie, de Baggush Box. Gedurende deze periode was Marsa Matruh het eindpunt van een enkelspoorlijn vanuit El Alamein.